# Vogel (cráter marciano)

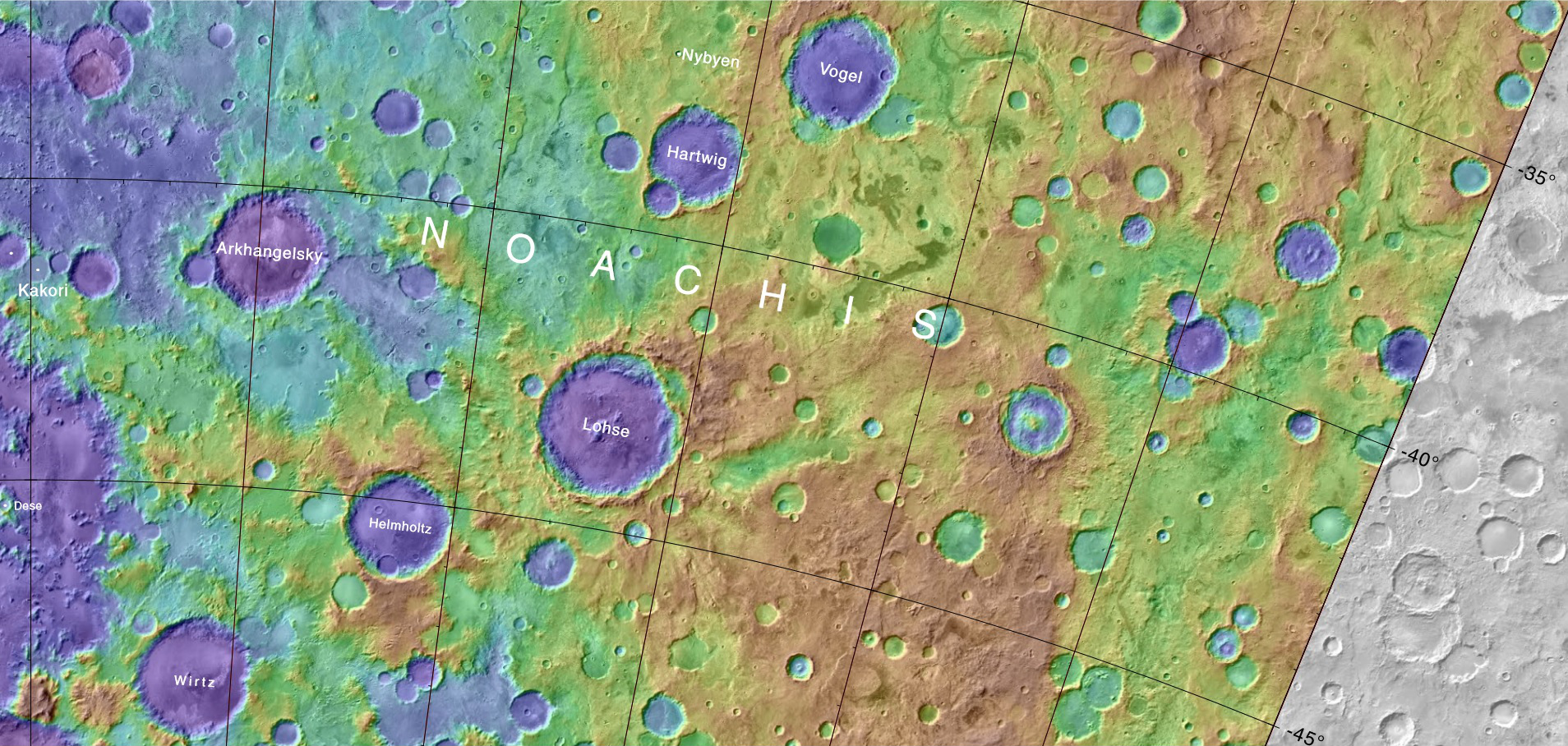
Mapa que muestra la ubicación de Vogel y de otros cráteres cercanos

Vogel es un cráter de impacto perteneciente al cuadrángulo Argyre de Marte, localizado en las coordenadas 37.1° Sur de latitud y 13.4° Oeste de longitud, encuadrado dentro de Noachis Terra. Mide aproximadamente 121 kilómetros de diámetro y debe su nombre al astrónomo alemán Hermann Carl Vogel (1841-1907). El nombre fue aprobado por la UAI en 1973.

## Cráteres próximos
Otros cráteres están situados en sus proximidades: Shatskiy, prácticamente al norte; Greeley, el cráter más grande del sur de Marte; Hartwig a un diámetro al suroeste; y el minúsculo Nybyen al oeste.